# Niels Eriksen Banner
 Der er flere personer med dette navn, se Niels Banner.
Niels Eriksen Banner (død 1447) var en dansk rigsråd.
Han var en søn af hr. Erik Thomsen til Vinstrup i Sjælland, hvis hustru hed Ingerd Pedersdatter. Han arvede sin fædrenegård, til hvilken han alt skrives 1421; 1438 var han rigsråd og lensmand på Skivehus og deltog da i opstanden mod kong Erik og i kong Christoffers indkaldelse, 1442 var han lensmand på Aalborghus, som han vistnok beholdt til sin død. Året efter var han ridder; efter en, dog noget upålidelig, angivelse skal han have fået ridderslaget ved den hellige grav. Han nævnes sidste gang som levende 1447.
Hr. Niels var gift med Johanne Andersdatter Panter, der førte et spraglet panterdyr i sit våben og var af samme slægt som den fra kong Christoffer II's tid bekendte drost Laurents Jonsen. I sin ungdom blev hun voldtaget af hr. Bonde Due, der dog ægtede hende. Da hun efter hans død ægtede Niels Eriksen, blev denne ejer af hendes fædrenegård Asdal. Hun overlevede også ham i mange år, førte et stort hus og nød så stor anseelse, at hun, i alt fald efter slægtebogsangivelser, havde sæde i Rigens Råd og 1463 var "kongelig Høvedsmand" i Vendsyssel. Hun døde 1479 og blev begravet hos hr. Niels i Dueholm Klosterkirke. 